# A.R.O.G
A.R.O.G.: Un film preistoric (în turcă A.R.O.G: Bir Yontma Taş Filmi) este un film turcesc de comedie științifico-fantastic din 2008, care a fost regizat de Cem Yılmaz și Ali Taner Baltacı. Filmul este despre un vânzător de covoare vechi, care este trimis înapoi în timp de un vechi adversar interplanetar, pentru a se răzbuna. A fost lansat la nivel național în toată Turcia la 5 decembrie 2008  și a fost filmul turcesc cu cele mai mari încasări din 2008 și este unul dintre cele mai scumpe filme turcești realizate vreodată. A.R.O.G.: Un film preistoric este o continuare a filmului științifico-fantastic din 2004, G.O.R.A., regizat de Ömer Faruk Sorak (titlul filmului scris invers).  

## Prezentare
Arif se duce pe Pământ cu prințesa Ceku după salvarea planetei GORA de la distrugere. Cei doi întemeiază o familie. Cu toate acestea, inamicul lui principal, comandantul Logar, a scăpat din închisoare, l-a urmat pe Pământ și intenționează să se răzbune. Îl păcălește pe Arif, îi copiază înfățișarea și hainele, apoi îl pune într-o mașină a timpului și îl trimite înapoi cu 1 milion de ani în trecutul planetei Pământ. După o serie de aventuri incluzând o întâlnire cu un T-Rex, Arif ajunge într-o așezare de oameni ai peșterilor. 
Cu toate că Arif își face prieteni repede în epoca de piatră, singura sa dorință este să se întoarcă în zilele noastre, la soția sa însărcinată Ceku. Nu există nicio opțiune pentru acest lucru decât realizarea unui avans tehnologic cu o viteză amețitoare pentru a face o mașină a timpului. Singurul obiectiv al său este să-i ducă pe oamenii primitivi la tehnologia de astăzi sau chiar cea de mâine, cât mai curând posibil.
Arif încearcă să-i învețe despre tehnologia modernă, dar se pare că sunt asupriți de un trib rival și de liderul lor Kaaya, care a interzis toate invențiile după ce un strămoș al său a fost ucis în timpul ridicării de la sol a unei nave extraterestre de pe G.O.R.A. Kaaya îl păcălește pe Arif într-un joc pe viață și pe moarte asemănător fotbalului. Cu toate acestea, Arif își folosește înțelepciunea pentru a învinge echipa lui Kaaya și pentru a câștiga jocul pentru echipa sa pe care o conduce. Comandantul Logar a ajuns în trecut, rămâne blocat acolo, Arif revine în prezent. Arif și Ceku vor trăi fericiți până la urmă... 

## Distribuție
- Cem Yılmaz - Arif / Kaaya / Logar
- Özge Özberk - Ceku
- Özkan Uğur - Dimi
- Nil Karaibrahimgil - Mimi
- Zafer Algöz - Karga / Doktor
- Ozan Güven - Tașo
- Hasan Kaçan - Cuhara

## Producție și lansare
La patru ani după premiera filmului G.O.R.A.,  lansat în 2004, continuarea acestui film idol a fost lansată în cinematografele europene la 4 decembrie 2008.
În acest film, Cem Yılmaz combină critica socială cu un limbaj plin de umor și face referiri la multe probleme ale perioadei contemporane. Producția filmului A.R.O.G. a început în octombrie 2007.
În timp ce G.O.R.A. este un film de comedie în adâncul spațiului cosmic, A.R.O.G. are loc pe Pământ în epoca de piatră. Cem Yılmaz a anunțat la 17 mai 2016 că va filma Arif V 216, o continuare a filmelor G.O.R.A. și  A.R.O.G., în 2018, pe contul său de Instagram.

## Primire
Filmul a fost nominalizat la Premiile Yeșilçam pentru cel mai bun film, cel mai bun regizor, cel mai bun actor, cel mai bun actor în rol secundar.